# ليام أوبراين (كاتب)
ليام أوبراين (بالإنجليزية: Liam O'Brien)‏ هو كاتب سيناريو أمريكي، ولد في 7 مارس 1913 في نيويورك في الولايات المتحدة، وتوفي في 24 مارس 1996 في لوس أنجلوس في الولايات المتحدة بسبب نوبة قلبية.

## وصلات خارجية
- ليام أوبراين على موقع IMDb (الإنجليزية)
- ليام أوبراين على موقع أول موفي (الإنجليزية)
- ليام أوبراين على موقع قاعدة بيانات برودواي على الإنترنت (الإنجليزية)
- ليام أوبراين على موقع قاعدة بيانات الأفلام السويدية (السويدية)
- ليام أوبراين على موقع قاعدة بيانات الفيلم (الإنجليزية)
- ليام أوبراين على موقع كينوبويسك (الروسية)